# Бруннер, Карл (генерал-майор)
Карл Йозеф Михаэль Отто Бруннер (нем. Karl Josef  Michael Otto Brunner; 26 июля 1900, Пассау, Германская империя — 7 декабря 1980, Мюнхен, ФРГ) — немецкий юрист, бригадефюрер СС и генерал-майор полиции, командир айнзацкоманды 4, входившую в состав айнзацгруппы I в Польше, руководитель СС и полиции в Боцене и инспектор полиции безопасности и СД в Зальцбурге.

## Биография
Карл Бруннер родился 26 июля 1900 года в семье старшего почтового инспектора Отто Бруннера и его супруги Антони, урожденной Ацингер. С 1906 года посещал народную школу, а с 1910 по 1917 год — окружную среднюю школу в Пассау. 13 сентября 1917 во время Первой мировой войны поступил в качестве добровольца в баварскую армию, где служил в 16-м пехотном полку «Великий герцог Фердинанд Тосканский». 2 апреля 1919 года ушёл с военной службы в звании фендрика.
С апреля по июнь 1919 года был членом Фрайкора в Химгау и Пассау. С 1922 по 1923 год входил в состав морской бригады Германа Эрхардта. Бруннер также был членом немецкого народного союза обороны и наступления. Впоследствии изучал право в Мюнхенском университете и с 1927 года работал адвокатом. 
После прихода нацистов к власти 1 мая 1933 год вступил в НСДАП (билет № 1903388) и Штурмовые отряды (СА). Впоследствии перешёл из СА в СС (№ 107161). С января по сентябрь 1935 года служил в Главном управлении СД. С апреля 1937 по июнь 1940 года был начальником гестапо в Мюнхене. 
После начала Второй мировой войны и до ноября 1939 года был руководителем айнзацкоманды 4, входившей в состав айнзацгруппы I и действовавшей на территории оккупированной Польши, осуществляя убийства польской интеллигенции. Подразделение Бруннера следовало за 14-й армией вермахта Вильгельма Листа и действовала в Бельско-Бяла и Жешуве. С февраля 1940 по апрель 1944 года был инспектором полиции безопасности и СД в Зальцбурге. Кроме того, с марта 1941 года занимал должность начальника отдела Ia в Главном управлении имперской безопасности.
С середины 1943 года и до конца войны был руководителем СС и полиции в Больцано. Здесь 12 сентября 1943 года он отдал письменный приказ южнотирольской службе порядка о задержании и депортации ещё оставшегося в Южном Тироле еврейского населения. 13 мая 1945 года был арестован в Больцано союзниками и помещён в лагерь для интернированных, из которого был освобождён в 1948 году.
Бруннер служил в Организации Гелена и в 1956 году поступил на баварскую государственную службу, где в качестве правительственного советника работал в земельном учредительном совете Пфаффенхофена.

## Награды
- Железный крест (1914) 2-го класса (1918) (Королевство Пруссия)
- Почётный крест Первой мировой войны 1914/1918 с мечами (1934)
- Железный крест (1939) 1-го класса (1945)
- Крест «За военные заслуги» 1-го класса с мечами
- Крест «За военные заслуги» 2-го класса с мечами
- Немецкий олимпийский почётный знак 2-го класса